# Taras Kabanow
Taras Wołodymyrowycz Kabanow, ukr. Тарас Володимирович Кабанов (ur. 23 stycznia 1981 w Łucku, Ukraińska SRR) – ukraiński piłkarz, grający na pozycji napastnika, reprezentant Ukrainy.

## Kariera piłkarska

### Kariera klubowa
Już jako junior występował w amatorskiej drużynie Enko Łuck, skąd trafił do lwowskich Karpat. W Karpatach w Wyższej Lidze rozegrał prawie 100 meczów, został piłkarzem reprezentacji. W 2004 po spadku Karpat z najwyższej ligi przeszedł do klubu Krywbas Krzywy Róg. Przez finansowe problemy Krywbasu w 2006 został sprzedany do Metałurha Zaporoże. Podczas zimowej przerwy sezonu 2008/09 był wypożyczony do FK Charków. Po zakończeniu sezonu już jako wolny agent podpisał najpierw wstępny kontrakt z Zakarpattia Użhorod, ale w ostatniej chwili zmienił decyzję i podpisał kontrakt z klubem Wołyń Łuck. Pod koniec sierpnia 2009 przeszedł do FK Lwów, a na początku 2010 do FK Ołeksandrija. Na początku stycznia 2012 opuścił klub z Oleksandrii, a już na początku lutego 2012 podpisał kontrakt z białoruską Biełszyną Bobrujsk. Latem 2012 przeszedł do Nywy Tarnopol, w której zakończył karierę piłkarską.

### Kariera reprezentacyjna
18 stycznia 2004 zadebiutował w reprezentacji Ukrainy w spotkaniu towarzyskim z Libią zremisowanym 1:1, zmieniając w 59 min. Andrija Woronina. Wcześniej rozegrał 20 meczów i strzelił 8 bramek w składzie juniorskiej i młodzieżowej reprezentacjach Ukrainy.